# Anton van der Valk
Anton van der Valk (Delft, 24 april 1884 - Hardenberg, 2 oktober 1975) was een Nederlandse cartoonist en kunstschilder. Vanaf 1919 bediende hij zich van het pseudoniem Ton van Tast.

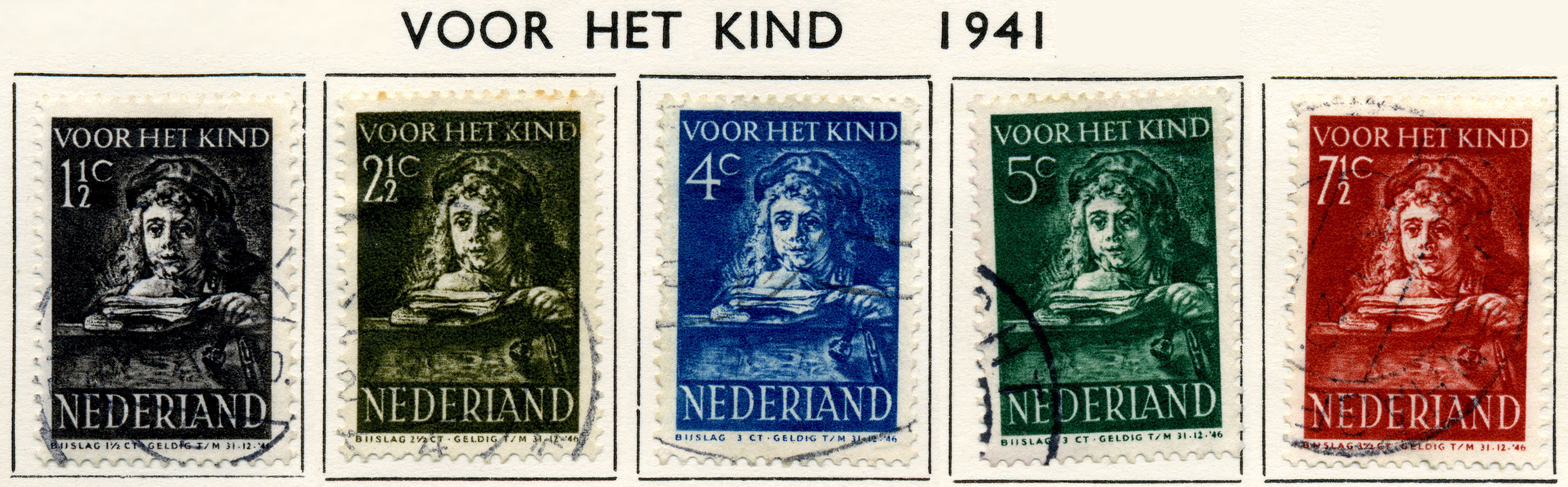
Kinderzegels 1941. Ontwerp van Anton van der Valk naar een portret van Titus van Rijn

Tegen de wens van zijn vader schreef hij zich in 1901 in bij de Kunstacademie in Den Haag. Hij zette zijn opleiding voort in Rotterdam en Parijs. Na de voltooiing vestigde hij zich als tekenaar. Hij was boekbandontwerper en maakte boekomslagen, cartoons en reclamebiljetten. Ook was hij verantwoordelijk voor enkele postzegelemissies. Voorbeelden hiervan zijn waardeopdrukken op oudere zegels in 1923 en de serie kinderpostzegels met een reproductie van een portret van Titus van Rijn door zijn vader Rembrandt uit 1941.
Hij werkte ook voor de Uilenspiegel, De Ware Jacob, De Hofstad en De Groene Amsterdammer. In 1913 maakte Van der Valk in opdracht van Elsevier de illustraties voor het boek Sinbad de Zeeman.
Van der Valk bracht een deel van zijn werk uit onder het pseudoniem Ton van Tast. Van Tast is een zinspeling op fantast.
Van 1923 tot 1948 gaf Van Tast in de Haagsche Post wekelijks de actualiteit weer in een paginagroot, komisch stripverhaal: De daverende dingen dezer dagen.
Na de oorlog vloeide hier een tweedelige uitgave uit, de Oorlogsprentenboeken, waarin Van der Valk de oorlogsjaren in cartoonvorm samenvatte.
In zijn latere jaren verliet hij de tekenkunst, maar bleef kunstschilder tot op hoge leeftijd.
- Biografisch Portaal: 29974550
- Digitale Bibliotheek voor de Nederlandse Letteren: valk062
- Gemeinsame Normdatei: 102401455X
- International Standard Name Identifier: 0000 0003 8133 5541
- Nederlandse Thesaurus van Auteursnamen: 107718693
- RKD-Nederlands Instituut voor Kunstgeschiedenis: 76561
- Virtual International Authority File: 260662922
- WorldCat: E39PBJy4dyRCxj7Bt8Gfy3PvpP